# Erythroxylum mikanii
Erythroxylum mikanii är en tvåhjärtbladig växtart som beskrevs av Johann Joseph Peyritsch. Erythroxylum mikanii ingår i släktet Erythroxylum och familjen Erythroxylaceae. Inga underarter finns listade i Catalogue of Life.